# Myrrhis odorata

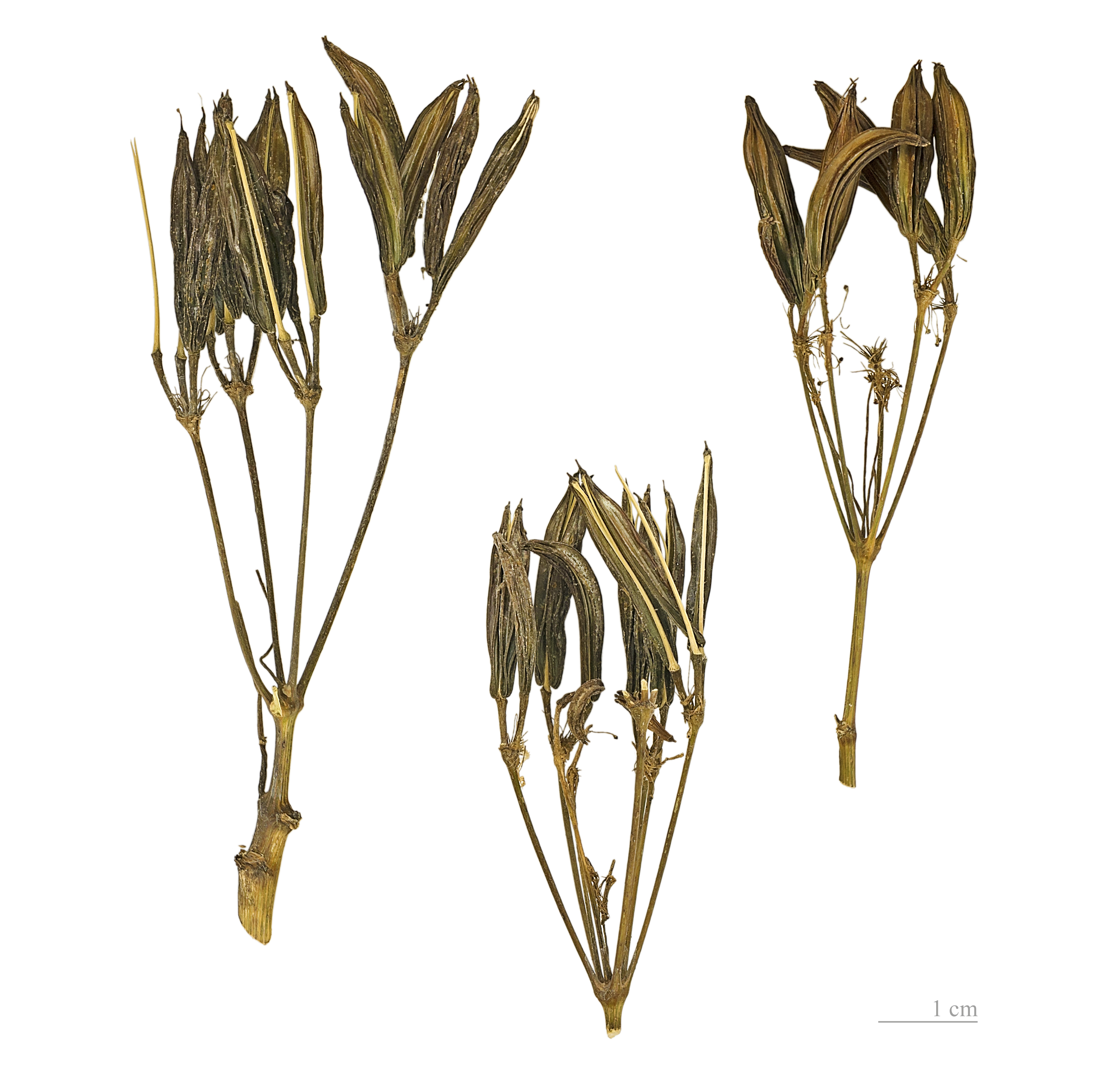
Myrrhis odorata

Myrrhis odorata, llamada comúnmente perifollo oloroso, mirra o cerifolio, es la única especie del género Myrrhis, perteneciente a la familia de las apiáceas. Es nativa de Europa Central. 

## Descripción
Es una planta perenne herbácea alta que, dependiendo de las condiciones, puede alcanzar una altura de 2 m. Sus hojas se encuentran finamente divididas, semejando plumas, y alcanzan los 50 cm de largo. Sus flores son blancas, con un diámetro de unos 2-4 mm, en grandes umbelas. Las semillas son alargadas y miden unos 15-25 mm de largo, con un grosor de 3-4 mm.

## Cultivo y usos
Sus hojas se utilizan a veces como hierbas saborizantes, ya sea crudas o cocidas. Posee un sabor fuerte que se asemeja al del anís; es utilizada principalmente en Alemania y Escandinavia. Al igual que sus parientes el anís, el hinojo, y la alcaravea, se puede utilizar para saborizar el aquavit. Entre sus aceites esenciales predomina el anetol. Las raíces y las semillas son comestibles. También se ha sido empleado como hierba medicinal.

## Taxonomía
Myrrhis odorata fue descrita por (L.) Scop. y publicado en Flora Carniolica, Editio Secunda 1: 207. 1771
Sinonimia
- Chaerophyllum odoratum Crantz
- Lindera odorata Asch.
- Scandix odorata L.	basónimo
- Selinum myrrhis E.H.L.Krause[3]